# Marcus Ragnarsson
Marcus Ragnarsson (* 13. August 1971 in Östervåla) ist ein ehemaliger schwedischer Eishockeyspieler und derzeitiger -trainer, der im Verlauf seiner aktiven Karriere zwischen 1986 und 2010 unter anderem 700 Spiele für die San Jose Sharks und Philadelphia Flyers in der National Hockey League auf der Position des Verteidigers bestritten hat. Darüber hinaus absolvierte er über 400 weitere Spiele in den beiden höchsten schwedischen Spielklassen, wo er insbesondere mit Djurgårdens IF zahlreiche Erfolge feierte. Ragnarsson selbst, der mit der schwedischen Nationalmannschaft in den Jahren 1995 und 1997 jeweils die Silbermedaille bei der Weltmeisterschaft gewann, erhielt im Jahr 2009 die Salming Trophy. Seit 2011 ist er als Assistenztrainer bei Almtuna IS in der HockeyAllsvenskan angestellt.

## Karriere
Ragnarsson begann seine Karriere im Spieljahr 1989/90 in seiner schwedischen Heimat bei Djurgårdens IF. Dort verblieb er bis zum Ende der Saison 1994/95, obwohl er bereits im NHL Entry Draft 1992 in der fünften Runde an 99. Position von den San Jose Sharks ausgewählt worden war. Zur Saison 1995/96 wechselte der Verteidiger dann in die NHL nach Nordamerika zu den Sharks. Ragnarsson spielte bis zum Dezember 2002 in San Jose, wurde aber dann aufgrund des schlechten Saisonverlaufs für Dan McGillis zu den Philadelphia Flyers transferiert. An der US-amerikanischen Ostküste spielte der Schwede bis zum Ende der Saison 2003/04.
Seine beste NHL-Saison, gemessen an seinen Offensivstatistiken, hatte er 1995/96, als er in 71 Spielen 39 Punkte erzielen konnte. In der Saison 2000/01 wurde er für das All-Star Game nominiert.
Auch wegen des Lockouts der NHL-Saison 2004/05 zog es Ragnarsson zurück in seine Heimat nach Schweden, wo er im Januar 2005 bei Almtuna IS in der HockeyAllsvenskan einen Vertrag unterzeichnete. Dort blieb er bis zum Sommer 2008, ehe er zurück zu seinem Heimatklub Djurgårdens IF in die Elitserien wechselte. Bei Djurgården war er zwischen 2009 und 2010 Mannschaftskapitän und erreichte mit dem von ihm geführten Team 2010 die schwedische Vizemeisterschaft. Im November 2010 beendete er seine Karriere aufgrund einer schweren Verletzung.
Im Anschluss begann der Schwede als Trainer zu arbeiten. In der Saison 2010/11 zunächst für ein Jahr als Assistenztrainer bei Djurgårdens IF und seit 2011 bei Almtuna IS.

### International
Für die schwedische Nationalmannschaft war Ragnarsson bei zwei Weltmeisterschaften in den Jahren 1995 und 1997, zwei Olympischen Winterspielen in den Jahren 1998 und 2002 und dem World Cup of Hockey 2004 aktiv. Bei beiden Weltmeisterschaften konnte Ragnarsson die Silbermedaille erringen.

## Erfolge und Auszeichnungen
| - 1990 Schwedischer Meister mit Djurgårdens IF - 1990 Europapokal-Gewinn mit Djurgårdens IF - 1991 Europapokal-Gewinn mit Djurgårdens IF - 1991 Schwedischer Meister mit Djurgårdens IF - 1992 Schwedischer Vizemeister mit Djurgårdens IF | - 2001 Teilnahme am NHL All-Star Game - 2009 Elitserien All-Star-Team - 2009 Salming Trophy - 2010 Schwedischer Vizemeister mit Djurgårdens IF |

### International
- 1995 Silbermedaille bei der Weltmeisterschaft
- 1997 Silbermedaille bei der Weltmeisterschaft

## Karrierestatistik

### International
Vertrat Schweden bei:
| - Weltmeisterschaft 1995 - Weltmeisterschaft 1997 - Olympischen Winterspielen 1998 | - Olympischen Winterspielen 2002 - World Cup of Hockey 2004 |

(Legende zur Spielerstatistik: Sp oder GP = absolvierte Spiele; T oder G = erzielte Tore; V oder A = erzielte Assists; Pkt oder Pts = erzielte Scorerpunkte; SM oder PIM = erhaltene Strafminuten; +/− = Plus/Minus-Bilanz; PP = erzielte Überzahltore; SH = erzielte Unterzahltore; GW = erzielte Siegtore; 1 Play-downs/Relegation; Kursiv: Statistik nicht vollständig)